# شهرستان وروتسواف
شهرستان وروتسواف (به لهستانی: Powiat Wrocław) یک شهرستان در لهستان است که در استان سیلزی سفلی واقع شده‌است. شهرستان وروتسواف ۱٬۱۱۶٫۲ کیلومتر مربع مساحت و ۱۰۸٬۳۸۳ نفر جمعیت دارد.